# Harpswell (Royaume-Uni)
Harpswell est une paroisse civile et un village du Lincolnshire, en Angleterre.